# Zoe (film, 2018)
Pour les articles homonymes, voir Zoé.
Pour plus de détails, voir Fiche technique et Distribution.
Zoe est un film de science-fiction romantique américain coproduit et réalisé par Drake Doremus, sorti en 2018.

## Synopsis
Dans un centre de recherche révolutionnaire, deux collègues s'attèlent à mettre au point une technologie destinée à améliorer les relations amoureuses.

## Fiche technique
Sauf indication contraire, les informations mentionnées dans cette section peuvent être confirmées par la base de données cinématographiques IMDb,  présente dans la section « Liens externes ».
- Titre original : Zoe
- Réalisation : Drake Doremus
- Scénario : Richard Greenberg, d’après son histoire partagée avec Drake Doremus
- Direction artistique : Katie Byron
- Décors : Nicolas Lepage
- Costumes : Alana Morshead
- Photographie : John Guleserian
- Montage : Douglas Crise
- Musique : Dan Romer
- Production : Drake Doremus, Richard George et Michael A. Pruss

Production déléguée : Kate Buckley, Michael Flynn, Stuart Ford, Jenny Hinkey, Ridley Scott, Greg Shapiro et John Zois
- Sociétés de production : Global Road Entertainment et Scott Free Productions
- Sociétés de distribution : Amazon Studios (États-Unis), Netflix (France)
- Budget : n/a
- Pays de production :  États-Unis
- Langue originale : anglais
- Format : couleur
- Genre : science-fiction romantique
- Durée : 104 minutes
- Dates de sortie :
  - États-Unis : 21 avril 2018 (Festival du film de Tribeca) ; 20 juillet 2018 (Netflix)
  - France, Québec : 20 juillet 2018 (Netflix)

## Distribution

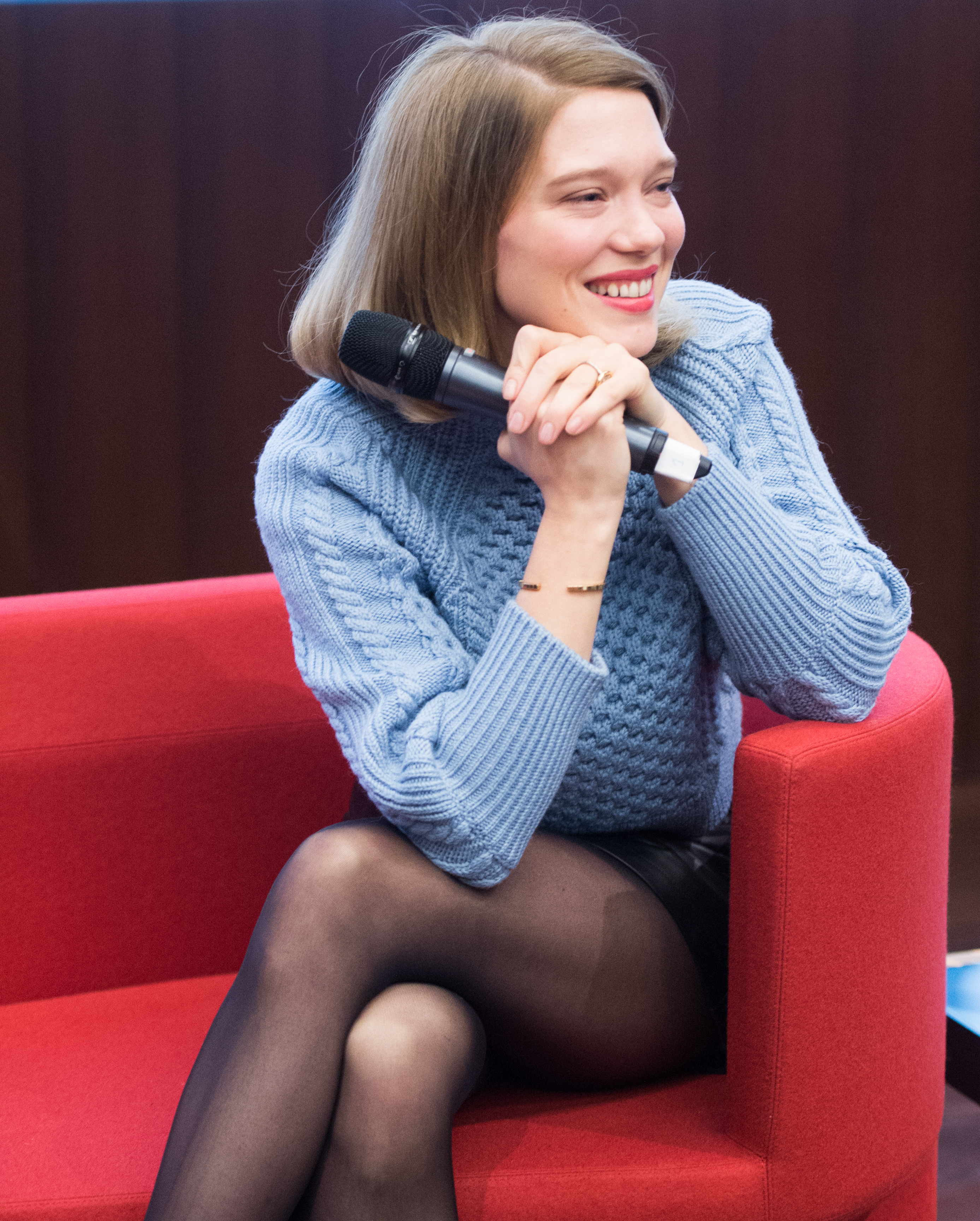
L'actrice principale Léa Seydoux à une masterclass à l'Ecal, aux Rencontres du 7e Art Lausanne 2018

- Ewan McGregor (VF : Bruno Choël) : Cole
- Léa Seydoux (VF : elle-même) : Zoe
- Christina Aguilera (VF : Youna Noiret) : Jewels
- Theo James (VF : Damien Ferrette) : Ash
- Rashida Jones (VF : Juliette Degenne) : Emma
- Miranda Otto (VF : Rafaèle Moutier) : « la créatrice »
- Matthew Gray Gubler (VF : Taric Mehani) : Skinny Guy
- Anthony Shim (VF : Charles Borg) : Hideo

## Production

### Développement et genèse
En août 2016, les acteurs Charlie Hunnam et Léa Seydoux sont annoncés comme têtes d'affiche d'un film romantique de science-fiction sans titre, avec Drake Doremus à la réalisation sur un script écrit par Richard Greenberg. En octobre 2016, Stuart Ford de IM Global rejoint le financement du film, qui est alors titré Zoe, avec la participation de Scott Free Productions.

### Attribution des rôles
En mai 2017, Ewan McGregor remplace finalement Charlie Hunnam, alors que la distribution s’étoffe des arrivées de Christina Aguilera, Theo James, Rashida Jones, Miranda Otto et Matthew Gray Gubler.

### Tournage
Le tournage débute en avril 2017, à Montréal au Québec,.